# Provincia de Atyrau
Atyrau (kazajo: Атырау облысы/Atırau oblısı/اتىراۋ وبلىسى, ruso: Атырауская область) es una de las diecisiete provincias que, junto con las tres ciudades independientes, conforman la República de Kazajistán. Su capital es la homónima Atirau. Está ubicada al oeste del país, limitando al norte con Kazajistán Occidental, al este con Aktobé, al sureste con Mangystau, al sur con el mar Caspio y al oeste con Rusia.

## Geografía
Con 118 600 km² es la tercera provincia menos extensa —por delante de Turkestán y Kazajistán Septentrional, la menos extensa—. 
Una gran parte de la provincia está situado en la rica zona petrolera de la Depresión cáspica, por este motivo, muchos pozos petroleros han sido perforados la zona de Tengiz, y un oleoducto que va de Atyrau a Grozny, Rusia, donde se cruza con un oleoducto ruso que se dirige a Europa. La región es transcontinental, y se encuentra a medio camino entre Europa y Asia, con una mayor parte de territorio en la primera.

## División administrativa

Límites y división administrativa de la provincia de Atirau.

La provincia se divide en siete distritos y la ciudad de Atirau. Los distritos son:
- Distrito de Inder, con centro administrativo en el asentamiento de tipo urbano de Inderbor;
- Distrito de Isatay, con centro administrativo en el selo (pueblo) de Akkystau;
- Distrito de Kurmangazy, el asentamiento de Ganyushkino;
- Distrito de Kyzylkoga, con centro administrativo en el selo de Miyaly;
- Distrito de Makat, con centro administrativo en el asentamiento de tipo urbano de Makat;
- Distrito de Makhambet, con centro administrativo en el selo de Makhambet;
- Distrito de Zhylyoi, con centro administrativo en la ciudad de Kulsary.

Administrativamente la isla Spirkin Oseredok pertenece a la provincia de Atirau.

## Demografía
Con 510 000 habitantes en 2009, la segunda región menos poblada, por delante de Mangystau.